# Enrique Barón Crespo
Enrique Barón Crespo (Madrid, 27 marzo 1944) è un politico spagnolo, Ministro dei Trasporti, del Turismo e delle Comunicazioni nel primo governo di Felipe González (dal 3 dicembre 1982 al 5 luglio 1985) e Presidente del Parlamento europeo (dal 1989 al 1992).

## Biografia
Nasce il 27 marzo 1944 a Madrid e studia diritto all'Università di Madrid. In seguito studia amministrazione d'azienda all'Instituto Católico de Administración y Dirección de Empresas (ICADE), sempre a Madrid, e all'École supérieure des sciences économiques et commerciales di Parigi. È stato, inoltre, docente di strutture economiche all'Università di Madrid (1966-1970).

## Attività politica
Barón Crespo è stato deputato nella legislatura costituente del 1977 (la prima dopo la morte di Franco), nella prima (1979) e nella seconda legislatura (1982), sempre per il PSOE. Viene eletto deputato anche nelle elezioni del 1986, ma lascia la carica il 23 giugno 1987.
Alle elezioni europee del 1987 in Spagna, viene eletto al Parlamento europeo nel Gruppo Socialista. In realtà, aveva già fatto parte dell'assemblea dal 1986, anno in cui la Spagna era entrata nell'Unione europea, facendo parte del gruppo dei 60 membri nominati, non eletti, che rappresentarono il loro paese fino alle elezioni dell'anno successivo. Tra il 1987 e il 1989 è vicepresidente dell'assemblea. Nel 1989, poi, diviene Presidente del Parlamento europeo, carica che ricoprirà fino al 1992.